# Patere legem quam ipse fecisti

Tu patere legem quam ipse fecisti est une locution latine originaire du droit romain signifiant textuellement « Souffre la loi que tu as faite toi-même » ou « subis les conséquences de ta propre loi ».
Elle est parfois abrégée en patere legem quam fecisti.

## Signification juridique
Cet adage signifie qu'une autorité administrative ne peut déroger par une décision particulière au règlement qu'elle-même a édicté sans prévoir de dérogation.
En d'autres termes, toute autorité est liée par la règle qu’elle a elle‑même édictée, aussi longtemps qu’elle ne l’a ni modifiée ni abrogée.
L'acte individuel est donc subordonné au règlement : il ne peut lui être contraire. C'est une application du principe de la hiérarchie des normes.
Il s'agit donc du fondement de l’état de droit.

## Histoire
L'adage remonte à la « sentente de Manlius », tradition rapportée par Tite-Live, et selon laquelle le consul T. Manlius lmperiosus Torquatus a fait exécuter son fils victorieux pendant la conquête du Latium en 340 av. J.-C., parce que celui-ci s'était battu corps à corps avec un chef ennemi, contrairement aux ordres. Son fondement est plutôt la lex Cornelia de iurisdictione, un plébiscite de 67 av. J.-C. en vertu duquel les préteurs devaient obéir aux dispositions qu'ils avaient publiées dans leur édit.
Au Moyen Âge, l'adage est connu sous la forme : Patere legem quam ispe tuleris,. Il figure ainsi dans les Distiques de Caton,. Il est attribué à Caton l'Ancien,. La pape Innocent III l'emploie dans la décrétale Quum omnes,,.
En France, sous le règne de François Ier, le chancelier Guillaume Poyet se voit opposer l'adage patere legem quam ipse tuleris. Poyet est le principal rédacteur de l'ordonnance de Villers-Cotterêts. Elle prive l'accusé de l'assistance d'un avocat. Lors de son procès, Poyet sollicite l'assistance d'un avocat. Les juges la lui refusent en lui opposant l'adage.